# Elipsos
Elipsos était une entreprise ferroviaire de droit privé qui gère les trains entre l'Espagne et la France. Cette société de droit espagnol est une filiale commune, à 50/50, de deux entreprises ferroviaires : la SNCF et la Renfe.
Jusqu'en 2013, Elipsos assurait sous le nom Trenhotel des liaisons en train nocturne entre l'Espagne, la Suisse, l'Italie, et la France. Invoquant un manque de rentabilité, ces services ont été supprimés pas à pas en 2012 et 2013.
Depuis décembre 2013, Elipsos gère la commercialisation des trains à grande vitesse sous la dénomination commerciale « Renfe-SNCF en Coopération ».
En fin d’année 2022, la SNCF et la Renfe mettent fin à leur coopération au travers de l’entreprise Elipsos, pour cause de service déficitaire selon la SNCF. Les deux entreprises ferroviaires continueront en revanche l’exploitation de trains en concurrence sur leurs territoires respectifs.

## Liaisons assurées jusqu'en décembre 2022
- Paris-Gare-de-Lyon - Barcelone-Sants (deux allers-retours quotidiens en TGV Euroduplex)
- Lyon-Part-Dieu - Barcelone-Sants (un aller-retour quotidien en AVE S-100)
- Marseille-Saint-Charles - Madrid-Atocha via Barcelone-Sants (un aller-retour quotidien en AVE S-100)

## Anciennes liaisons
- Entre la France et l'Espagne (supprimées depuis la mise en service des liaisons TGV le 15 décembre 2013) :
  - Trenhotel Francisco de Goya : Madrid-Chamartin - Valladolid - Burgos - Vitoria-Gasteiz - Poitiers - Blois - Les Aubrais-Orléans - Paris-Austerlitz (dernier trajet aller 8/9 décembre 2013, dernier trajet retour 9/10 décembre 2013)[3]
  - Trenhotel Joan Miró : Barcelona-França - Gérone - Figuières - Les Aubrais-Orléans - Paris-Austerlitz (dernier trajet aller 8/9 décembre 2013, dernier trajet retour 9/10 décembre 2013)[3]
  - Tren 460/463 Mare Nostrum : Montpellier Saint Roch - Béziers - Narbonne - Perpignan - Cerbère - Portbou - Figueras - Gérone - Barcelona-França - Tarragone - Salou - Cambrils - Vinaroz - Benicarló - Benicasim - Castellón - Valence - Xativa - Alicante - Elx - Murcie - Balsicas - Torre Pacheco - Carthagène (dernier aller/retour le 14 décembre 2013, puis retour de la rame vide le 15 décembre 2013)[4]
  - AVE puis TGV RENFE/SNCF: Toulouse - Barcelone assuré quotidiennement, puis à partir d'Avril 2016 uniquement entre avril et septembre.

- Entre la Suisse et l'Espagne (supprimée depuis le service 2013) :
  - Trenhotel Pau Casals : Barcelona-França - Gérone - Figuières - Perpignan - Genève - Morges - Lausanne - (Neuchâtel - Payerne) - Fribourg - Berne - Zurich

- Entre l'Italie et l'Espagne (supprimée depuis le service 2013) :
  - Trenhotel Salvador Dalí : Barcelona-França - Gérone - Figuières - Perpignan - Bardonèche - Turin - Milano Centrale

## Trafic
Le trafic en 2009 est de 300 000 passagers.

## Matériel roulant

### Trains de nuit
Le matériel utilisé était le Talgo « Pendular » fabriqué par l'entreprise Talgo, avec système de pendulation passive et doté d'essieux à écartement variable. Le changement d'écartement à la frontière franco-espagnole se faisait par le passage à faible vitesse de la rame dans un équipement dit Cambiador.

### Trains à grande vitesse
- SNCF : TGV Euroduplex (3e génération de TGV Duplex)
- Renfe : AVE S-100